# Allyn River
Allyn River är en 82 km lång flod i New South Wales, Australien. Källorna ligger väster om Careys Peak på Barrington Tops sluttningar i Allyn Range och flyter huvudsakligen åt sydost. Den flyter samman med sju mindre bifloder innan den mynnar i Paterson River i närheten av Vacy.
Floden flyter genom Gondwanas regnskogar, vid stränderna växer toona ciliata, ficus obliqua och upp till 50 meter höga casuarina cunninghamiana. Skogsbruk har bedrivits i området sedan 1820-talet. Geologin inkluderar bland annat sedimentära bergarter som Allyn River Member.